# Family (песня)
«Family» — песня российских рэп-исполнителей Моргенштерна и Yung Trappa, выпущенная 19 марта 2021 года на лейбле Rhymes Music. Это вторая коллаборация исполнителей после «Розовое вино 2», выпущенного за неделю до этого.

## История
1 ноября 2016 года Yung Trappa был приговорён к 5 годам и 7 месяцам лишения свободы по 228 статье УК РФ. В этом же году Алишер в поддержку Yung Trappa исполнил кавер на песню Trappa «Я хороший» в актовом зале своего учебного заведения. В начале 2021 года музыкант вышел из тюрьмы, после чего начал записывать музыку, в том числе и коллаборации с другими музыкантами. В марте 2021 года вышло две совместные работы Yung Trappa и Моргенштерна — «Розовое вино 2» и «Family».
В апреле 2021 года на Алишера Моргенштера было возбуждено административное дело за пропаганду наркотиков. Управление по контролю за оборотом наркотиков (УНК) Главного управления МВД по Москве обнаружили состав административного правонарушения в клипах «Розовое вино 2» и «Family». «УНК ГУ МВД России по Москве возбуждено в отношении Моргенштерна административное дело по ч. 1 ст. 6.13 КоАП РФ (пропаганда либо незаконная реклама наркотических средств)», заявил источник ТАСС. По его словам, жалобу подал бывший депутат государственной думы Дмитрий Носов. Он был известен как организатор движения «Антидилер». «Наша официальная позиция заключается в том, что никакой пропаганды наркотиков нет в произведениях Моргенштерна, который не признает вину в совершении административного правонарушения», заявил адвокат Моргенштерна Сергей Жорин. Психо-лингвистическая судебная экспертиза выявила в совместных песнях исполнителей пропаганду наркотиков. «В текстах выявлены слова, обозначающие наркотики. Наркотические средства (психотропные вещества) выражены прямыми номинациями, имеющими прямое и сленговое (жаргонное) лексическое значение. […] Представление героев как обладающих высоким статусом, силой и властью, апелляции к поддержке значимого окружения, романтизация образов кумиров-наркоманов как „плохих парней“, прием „трансфер“, обобщение создания образа кумира-наркомана как социально успешного человека, прием „трансфер“ с целью формирования у адресатов положительного отношения к наркотикам и их употреблению», говорится в материалах экспертизы. 3 июня 2021 года Зюзинский районный суд Москвы признал Алишера Моргенштерна виновным в пропаганде наркотиков и назначил штраф 100.000 рублей. Вину музыкант не признал; «Невозможно запретить творчество. Всё, что однажды было в интернете, остается навсегда. Если люди действительно хотят запретить якобы мое плохое творчество, то они совершенно неправильно это делают. Как мы знаем с детства, все запрещенное становится только популярнее. Поэтому я абсолютно не понимаю мотивов. Подскажу сразу: государство, уважаемое, если вы действительно хотите побороться с Моргенштерном — игнорируйте его, перестаньте крутить его на всех каналах, перестаньте о нём везде говорить. Вы делаете только хуже. Ну, себе! Мне — лучше», заявил музыкант журналистам.

## Музыкальное видео
Музыкальное видео вышло одновременно с синглом 19 марта 2021 года. Режиссёром видео выступил Евгений Семененко.

## Чарты

### Ежедневные чарты
| Чарт (2021)     | Высшая позиция |
| --------------- | -------------- |
| Мир (ВКонтакте) | 4              |

### Еженедельные чарты
| Чарт (2021)          | Высшая позиция |
| -------------------- | -------------- |
| Россия (Apple Music) | 4              |

### Ежемесячные чарты
| Чарт (2021)            | Высшая позиция |
| ---------------------- | -------------- |
| Россия (YouTube Hits)  | 100            |
| Украина (YouTube Hits) | 100            |
| Россия (Spotify Hits)  | 18             |
| Украина (Spotify Hits) | 17             |

### Годовые чарты
| Чарт (2021)            | Высшая позиция |
| ---------------------- | -------------- |
| Россия (Spotify Hits)  | 193            |
| Украина (Spotify Hits) | 183            |